# Pakan
Le pakan (ou bugan, autonyme, pə55ka̤n33) est une langue môn-khmer parlée  en Chine, dans les montagnes des comtés de Guangnan et Xichou, situés dans le Sud du Yunnan, par environ 3 000 Pakan.

## Classification interne
Le pakan est une langue récemment découverte et il encore difficilement classé dans l'ensemble des langues môn-khmer. Il est peut-être proche du palyu.

## Phonologie
Les tableaux présentent les phonèmes vocaliques et consonantiques du pakan.

### Voyelles
|         | Antérieure        | Centrale                | Postérieure                   |
| ------- | ----------------- | ----------------------- | ----------------------------- |
| Fermée  | i [i] i̤ [i̤] y [y] |                         | ɯ [ɯ] ɯ̤ [ɯ̤] u [u] ṳ [ṳ] ṳ̃ [ṳ̃] |
| Moyenne | e [e] e̤ [e̤]       | ə [ə] ə~ [ə~]           | o [o] o̤ [o̤]                   |
| Ouverte | ɛ [ɛ] ɛ̤ [ɛ̤]       | a [a] a̤ [a̤] ã [ã] ã̤ [ã̤] | ɔ [ɔ] ɔ̤ [ɔ̤] ɔ̃ [ɔ̃]             |

### Deux types de voyelles
Le pakan distingue deux types de voyelles. Elles sont soit claires, notées [a], soit  soufflées, notées [a̤].

### Consonnes
|              |              | Bilabiales  | Dentales | Alvéolaires | Alvéolaires | Postalv. | Dorsales  | Dorsales | Dorsales | Glottales |
| ------------ | ------------ | ----------- | -------- | ----------- | ----------- | -------- | --------- | -------- | -------- | --------- |
| Centrales    | Latérales    | Bilabiales  | Dentales | Palatales   | Vélaires    | Postalv. | Uvulaires |          |          | Glottales |
| Occlusives   | Sourde       | p [p]       |          | t [t]       |             |          |           | k [k]    | q [q]    | ʔ [ʔ]     |
| Occlusives   | Aspirées     | ph [pʰ]     |          | th [tʰ]     |             |          |           | kh [kʰ]  |          |           |
| Occlusives   | Sonore       | b [b]       |          | d [d]       |             |          |           |          | g [g]    |           |
| Occlusives   | Prénasal.    | mb [mb]     |          | nd [nd]     |             |          |           | ŋg [ŋg]  | ŋq [ŋq]  |           |
| Occlusives   | Prénasal.    | md [md]     |          |             |             |          |           |          |          |           |
| Fricatives   | sourdes      | f [f]       | θ [θ]    | s [s]       |             | ɕ [ɕ]    |           | x [x]    |          | h [h]     |
| Fricatives   | Sonore       |             |          |             |             | ʑ [ʑ]    |           | ɣ [ɣ]    |          |           |
| Affriquées   | Sourdes      | mts [mts]   |          | ts [ts]     |             |          |           |          |          |           |
| Affriquées   | Aspirées     | mtsh [mtsʰ] |          | tsh [tsʰ]   |             |          |           |          |          |           |
| Affriquées   | Sonores      | mdz [mdz]   |          | ndz [ndz]   |             |          |           |          |          |           |
| Liquides     | Liquides     |             |          |             | l [l]       |          |           |          |          |           |
| Nasales      | Nasales      | m [m]       |          | n [n]       |             |          | ɲ [ɲ]     | ŋ [ŋ]    |          |           |
| Semi-voyelle | Semi-voyelle | w [w]       |          |             |             |          |           |          |          |           |

### Une langue tonale
Le pakan est une langue à registre et tonale qui possède cinq tons différents.

## Sources
- (zh) Li Jinfang, A Brief Description of Bugan Language, Minzu Yuwen, 1996:6, p. 68-77.
- (en) Li Jinfang, Bugan - A new Mon-Khmer language of Yunnan Province, China, Mon-Khmer Studies, 26, p. 135-159, 1997.